# Здания миссии на Гавайях
Здания миссии на Гавайях в Гонолулу — были созданы в 1920 году Гавайским детским обществом Миссии, частной некоммерческой организацией и генеалогическим обществом, к 100-летию со дня прибытия первых христианских миссионеров на Гавайи. В 1962 году Дома Миссии вместе с Церковью Каваиахао, построенные этими ранними миссионерами, были обозначены Национальной исторической достопримечательностью США под общим названием Церковь Каваиао и Дома миссий. В 1966 году они также были включены в Национальный реестр исторических мест США.
Исторические места и архивы Гавайских миссий собирают, хранят, интерпретируют и экспонируют документы, артефакты и другие записи «миссионерского» периода Гавайев примерно с 1820 по 1863 год. Они интерпретируют его исторический сайт и коллекции и делают эти коллекции доступными для исследовательских, образовательных целей и общественного пользования. Коллекция архива содержит более 3000 гавайских, западных и тихоокеанских артефактов и более 12 000 книг, рукописей, оригинальных писем, дневников, журналов, иллюстраций и гавайских церковных записей. Историческое место и архив открыты с вторника по субботу с 10:00 до 04:00. Общий вступительный взнос составляет 10 долларов США, со скидками для студентов, пенсионеров и военных.

## Здания
Эволюция архитектуры Зданий Миссии иллюстрирует постепенную адаптацию миссионеров из Новой Англии к климату, культуре и строительным материалам, с которыми они сталкивались на Гавайских островах.

### Старейший каркасный дом
Материалы для строительства старейшего каркасного дома (Ka Hale Lā'au «деревянный дом») прибыли на корабле вокруг мыса Горн из Бостона в 1821 году. Они уже были измерены и отрезаны, готовые собраться в каркасный дом, подходящий для климата Новой Англии: с небольшими окнами, чтобы помочь сохранить тепло внутри и короткие карнизы, чтобы не подвергать риску растрескивания под нагрузкой снега.
Несмотря на то, что он в основном был оккупирован семью членами семьи Даниила Чемберлена, в нем часто находилось целых пять других миссионерских семей, а также случайные больные матросы или сироты. Небольшой салон служил школьным залом, а подвал служил обеденным залом. Кухонная лавка была отдельным зданием.

### Дом Чемберлена
Дом Чемберлена (Ka Hale Kamalani) был построен в 1831 году из материалов, закупленных на месте: коралловые блоки, вырезанные из рифов на шельфе и пиломатериалы, спасенные с судов. Разработанный интендантом миссии Леви Чемберленом, чтобы содержать предметы снабжения, а также людей, он имел два этажа, чердак и подвал. Окна большие, многочисленны и закрыты на солнце. Здание теперь служит главным выставочным залом для музея.

### Дом печати
В 1841 году крытое крыльцо и балкон были добавлены в каркасный дом, а дополнительная спальня была построена по соседству из коралловых блоков. Оба дополнения показывают дальнейшую адаптацию к наружному наружному образу жизни, соответствующему климату. Дополнительное здание из кораллов позже стало домом печати миссии (Ka Hale Pa'i) и теперь служит музейной выставкой, чтобы показать, как миссионеры и местные гавайцы работали вместе над созданием первых материалов, напечатанных на гавайском языке.

## Галерея

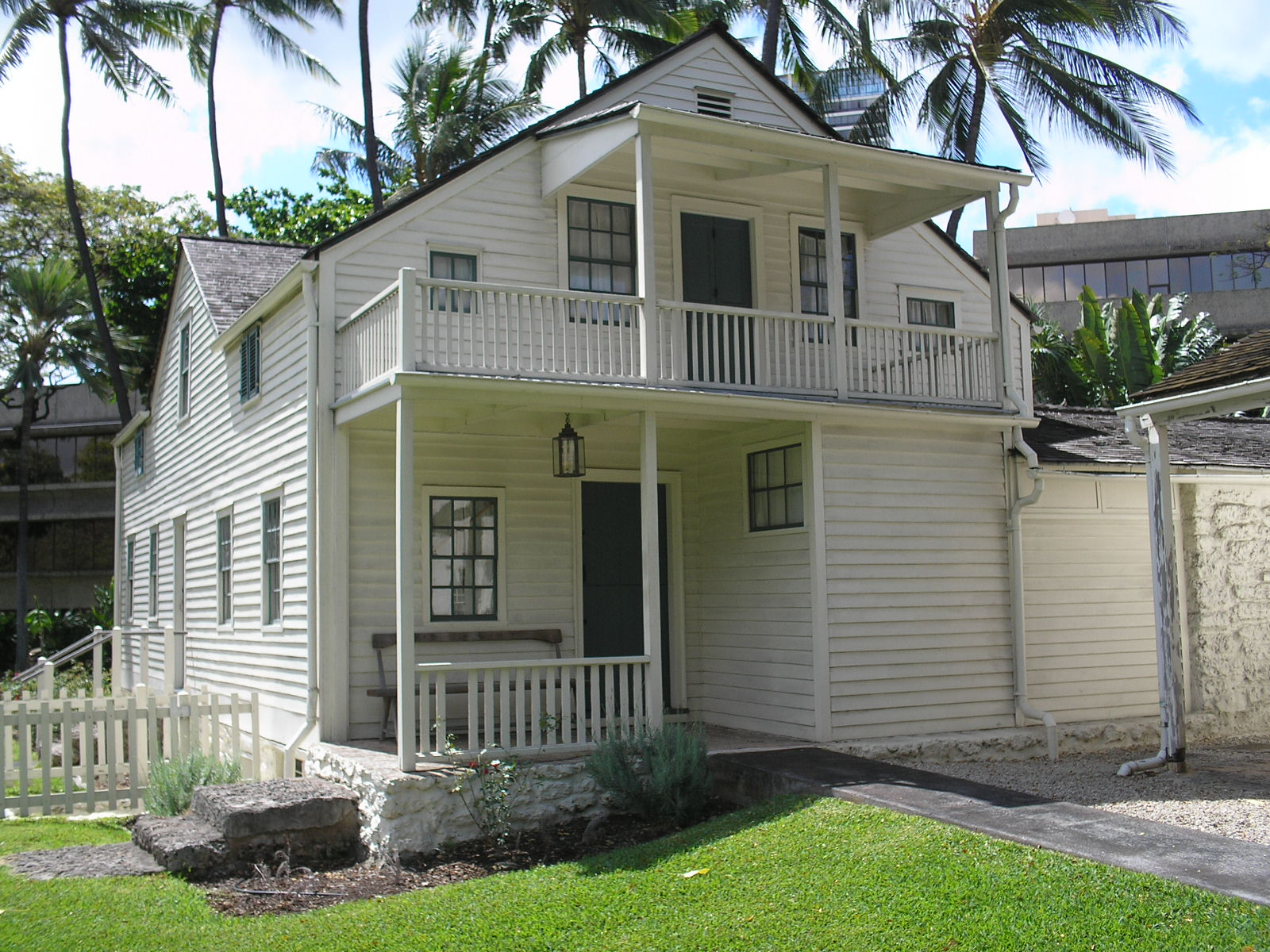
Старейший каркасный дом (Ka Hale Lā'au «Деревянный дом»), 1821
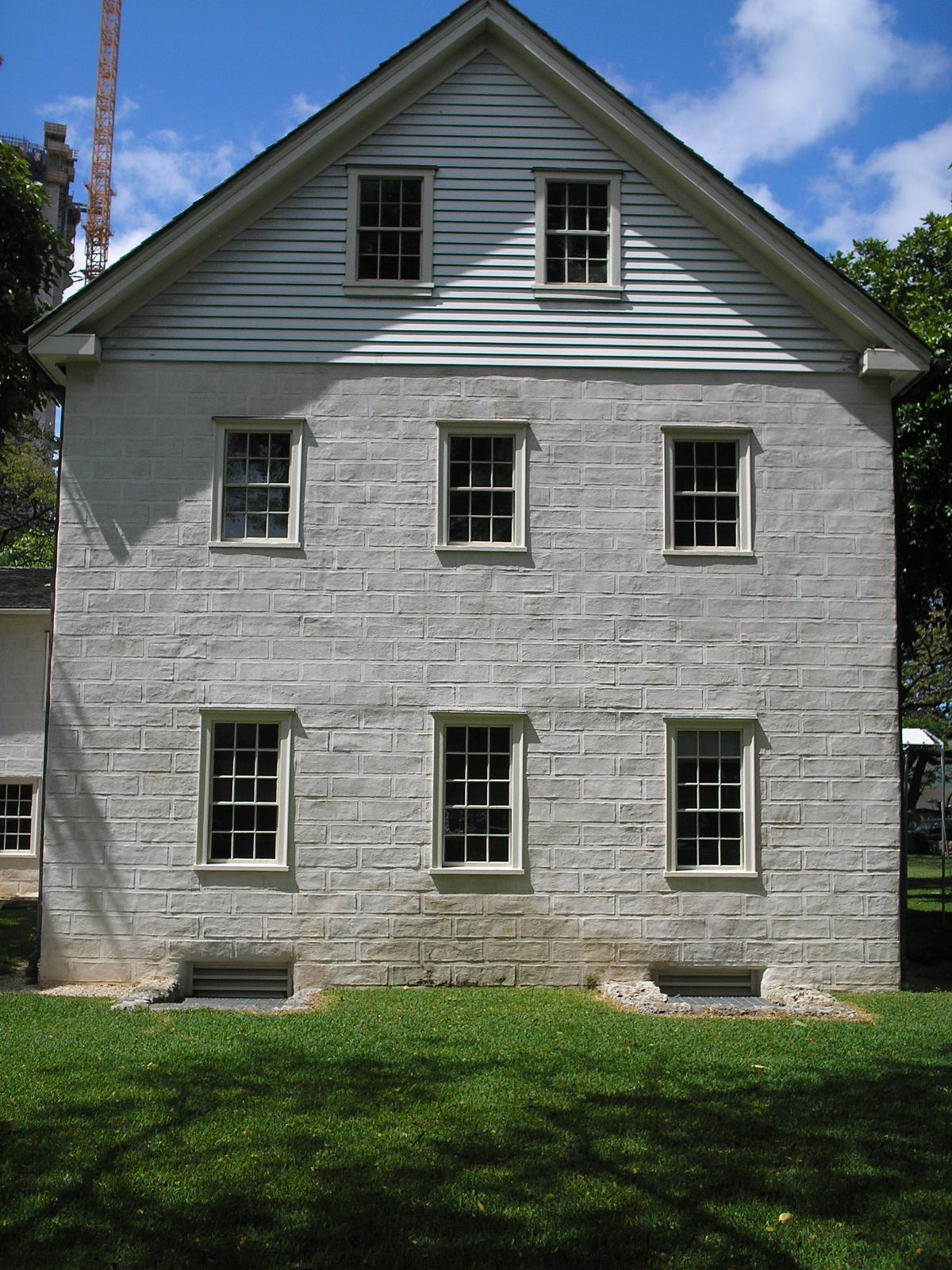
Дом Чемберлена (Ka Hale Kamalani), 1831
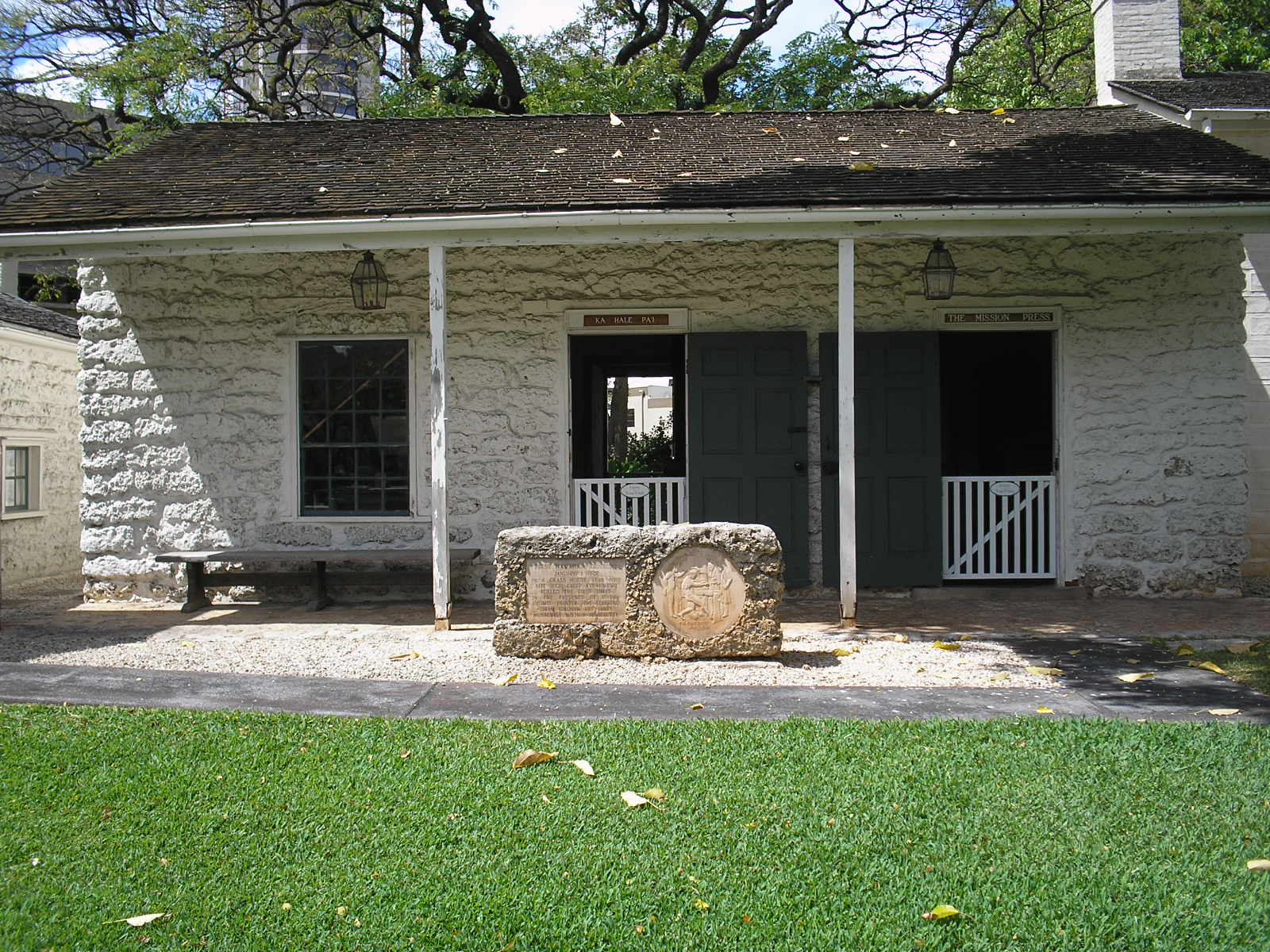
Дом печати (Ka Hale Pa'i), 1841